# 白點球背象鼻蟲
白點球背象鼻蟲（学名：Pachyrhynchus chlorites）为象鼻蟲科球背象鼻蟲屬下的一个种。